# International Working People's Association

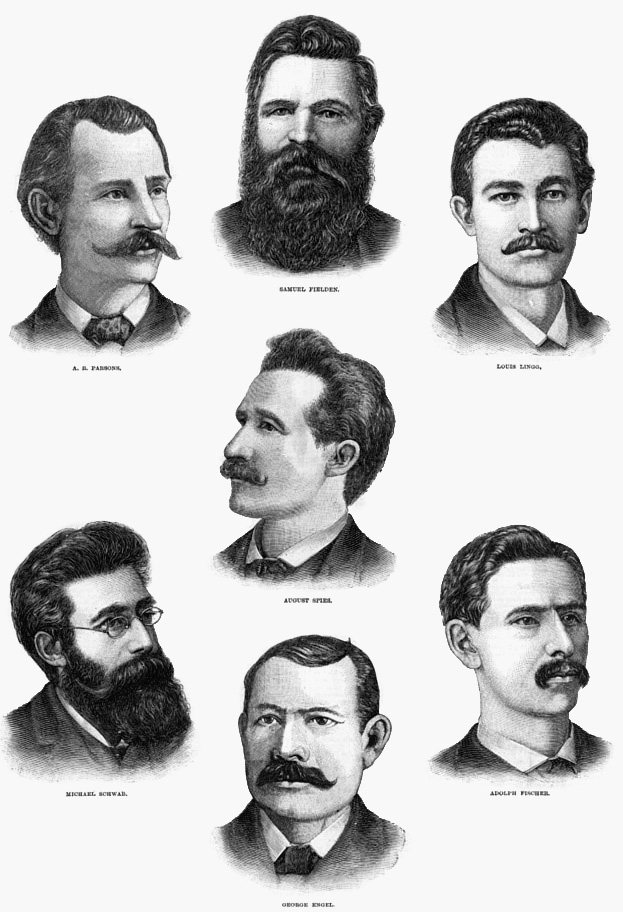
Les martyrs de Chicago.

L’Association internationale des travailleurs (en anglais, International Working People's Association, IWPA), parfois appelé l'"Internationale anarchiste", était une organisation anarchiste internationale créé en 1881 lors d'un congrès tenu à Londres, et dont le but était de ressusciter l'Association internationale des travailleurs (1864-1877). Aux États-Unis, le groupe est surtout connu comme l'organisation politique à laquelle appartenaient Albert Parsons, August Spies, et d'autres dirigeants anarchistes emprisonnés et exécutés à la suite de l'attentat de Haymarket à Chicago en 1886.

## Historique
En 1881, un congrès des anarchistes et des clubs sociaux révolutionnaires a lieu à Londres en vue de recréer l'Association internationale des travailleurs, la « première internationale ». Cette nouvelle organisation prend également le nom d'Association internationale des travailleurs (en) : International Working People's Association, également connue sous le nom de l'internationale anarchiste. Elle était destinée à fournir le point de ralliement autour duquel les différents groupes nationaux pourraient s'organiser.
Le rassemblement de Londres comprenait un groupe de « révolutionnaires sociaux » de New York, qui à son retour aux États-Unis appela à un rassemblement de groupes révolutionnaires américains à Chicago. Cette première convention de Chicago, en 1881, approuva une plate-forme exhortant la formation de syndicats sur des principes « "communistes" et le soutien qu'aux seuls syndicats progressistes ». La plate-forme dénonça également l'utilisation du vote en tant que vecteur de changement social révolutionnaire, déclarant que les élections étaient "une invention de la bourgeoisie pour duper les ouvriers". Enfin, à la place du parlementarisme, la plate-forme préconisait "des organisations armées d'ouvriers qui sont prêts à défendre leurs droits par le pistolet».
En décembre 1882, Johann Most, un ancien député du Parti social-démocrate d'Allemagne passé à l'anarchisme, arriva aux États-Unis. Celui-ci venait de purger une peine de 16 mois d'emprisonnement pour avoir glorifié l'assassinat du tsar de Russie Alexandre II dans son journal, Freiheit (Liberté). Orateur populaire et brillant journaliste, son arrivée fut célébrée par une foule enthousiaste dans la grande salle de l'Institut Cooper Union à New York. Une tournée des villes industrielles d'Amérique s'ensuivit en 1883 qui conduisit à la formation d'un grand nombre de nouveaux «groupes anarchistes locaux». En outre, pour aider la cause anarchiste outre-atlantique, il transféra son journal, Freiheit (Liberté) à New York. Freiheit préconisait la lutte résolue contre l'autorité étatique et soulignait l'écart entre les socialistes électoralistes du Parti socialiste ouvrier et le mouvement en plein essor des "socialistes-révolutionnaires". 
En octobre 1883, des représentants des groupes de 26 villes, dont  Johann Most, August Spies et Albert Parsons participèrent au congrès des anarchistes et socialistes révolutionnaires de l'AIT qui se tint à Pittsburgh. 
La Convention adopta un manifeste connu sous le nom de la proclamation de Pittsburgh, qui déclarait que les buts de l'AIT étaient la «destruction de la domination de classe actuelle par tous les moyens" et pour la mise en place d'un système économique reposant « sur une base fédéraliste. Un Bureau de l'information fut créé à Chicago pour coordonner l'activité de la fédération unie des groupes autonomes et déclarer allégeance à l'organisation.
Les délégués au congrès de Pittsburgh convinrent de l'efficacité de la force armée, mais divergeaient quant à sa fonction. Les délégués de l'Est entourant Johann Most plaidèrent en faveur de la «propagande par le fait ». Des actes de terrorisme individuels qui gagneraient les travailleurs à la cause anarchiste par la puissance de l'exemple, tandis que les délégués de l'Ouest, tels que Spies et Parsons firent valoir que l'accent principal devait porter sur le travail dans les syndicats conçus comme une machine pour un changement révolutionnaire. Pour eux, le mouvement syndical était certes empêtré dans des revendications à court-terme, mais ils insistaient sur le fait que l'action directe des syndicats serait la clé de l'établissement de groupes de production gérés par les travailleurs eux-mêmes, embryons de la nouvelle société communiste. Ce mélange de l'anarchisme et du syndicalisme sera connu sous le nom de « l'Idée de Chicago », puis plus trad «d'anarchosyndicalisme ».
L'AIT / IWPA atteignit rapidement le chiffre de 5 000 membres, mais après l'exécution ou l'emprisonnement de ses meilleurs propagandistes (Parsons, Spies, Neeb …) en 1887 et la terrible répression qui s'abattit sur les sections de Chicago, l'organisation périclita face à l'acharnement policier.
Après un essai infructueux en 1907, en 1921, un nouveau congrès anarcho-syndicaliste se tint à Berlin pour recréer une nouvelle Association internationale des travailleurs qui existe toujours à l'heure actuelle.